# Sigmund Schott (Bankmanager)
Sigmund Schott (* 8. August 1852 in Rödelheim; † 2. April 1910 in Frankfurt am Main) war ein deutscher Bankdirektor, Literaturkritiker und Journalist.

## Leben
Sigmund Schott besuchte das Frankfurter Philanthropin und nahm dann „eine Stellung im Warenfach an“. Ende der 1860er Jahre trat er in die Effecten- und Wechselbank ein, wo er lange Zeit wirkte und zuletzt Prokurist dieser Bank war. Politisch war Schott Demokrat und in verschiedenen Vereinen in Frankfurt aktiv, so im „Demokratischen Klub“ und „Demokratischen Verein“. Viele Jahre war er Vorstandsmitglied des „Kaufmännischen Vereins“. Schott wirkte als Journalist in vielen Zeitungen als geschätzter Mitarbeiter mit, so in der Frankfurter Zeitung von Leopold Sonnemann, der National-Zeitung, der Allgemeinen Zeitung München, der Norddeutschen Allgemeinen Zeitung, der Zeitschrift Das literarische Echo, der Wiener Abendpost, der Zeitung Die Woche und anderen.
Schott stand über viele Jahre mit bedeutenden Persönlichkeiten seiner Zeit in persönlichem und brieflichem Kontakt. Dazu gehörten Ludwig Walesrode, Guido Weiss, Gottfried Keller, Wilhelm Raabe, Theodor Fontane, Emil Rittershaus, Wilhelm Heinrich Riehl, Eduard Engel, Karl Marx, Ricarda Huch, Marie von Ebner-Eschenbach, Karl Frenzel und andere. Die größten erhaltenen Briefwechsel betreffen Wilhelm Raabe und Paul Heyse.
Er gehörte der Israelitischen Gemeinde in Frankfurt an. Sigmund Schott war ein Bibliophiler, der eine große Sammlung von Werken Lessings hinterließ. Zirka 450 Bücher von und über Lessing wurden 1948 aus dem Nachlass an die Yale-Universität verkauft. Ein Buch von Laurence Sterne, das Schott aus dem Nachlass Arthur Schopenhauers erworben hatte, befindet sich heute in der Frankfurter Stadt- und Universitätsbibliothek.
Schott heiratete am 27. Mai 1881 Flora Lehmann. Aus der Ehe gingen fünf Kinder hervor: Paul Moses Schott (* 22. Juni 1882; † 1936), bis zu seiner „Beurlaubung“ im Jahr 1933 Studienrat am Gymnasium in Dillenburg, Johanna Schott (* 4. September 1883; † 1952), Bernhard Ludwig Schott (* 14. Dezember 1884; † 1944), ermordet im KZ Auschwitz mit seiner Frau und zwei Kindern; Jacob Georg Fritz Schott (* 23. November 1888; † 1955) und Lucie Margarete Schott (* 30. Oktober 1893; † 1956).
Schott starb am 2. April 1910 in Frankfurt und wurde am 5. April 1910 im Offenbacher Krematorium eingeäschert. Hier sprachen unter anderem sein Chef, der Bankdirektor Karl Herzberg, und Carl Theodor Curti als Abgesandter des „Demokratischen Vereins“ des „Journalisten- und Schriftstellervereins“, dem Schott seit 1888 angehörte. „Im Auftrage der ‚Loge zur aufgehenden Morgenröthe‘ widmete Heinrich Emden dem Jugendfreund die üblichen drei Rosen.“

## Werke
- Erinnerungen an Börne. Fey, Frankfurt a. M. 1877 (aus: Die Wage. 2. Auflage. 1877).
- Les Romanciers modernes de l’Allemagne. Fey, Frankfurt a. M. 1888.

### Auswahl unselbständiger Schriften
- Zu Wilhelm Raabes 60. Geburtstag. In: National-Zeitung. Berlin, Nr. 15, 8. September 1891.
- Ein Humorist. In: Neues Wiener Abendblatt. 7. September 1891.
- Erinnerungen an Friedrich Theodor Vischer. In: Wiener Literatur-Zeitung. Jg. 2, 1891, Nr. 11.
- [Über Raabe], Generalanzeiger der Stadt Frankfurt am Main. 8. September 1891.
- Biographie von Gottfried Keller. In: Allgemeine Zeitung (Beilage), München 1893, Nr. 301.
- Von der Sperlingsgasse zum Kloster Lugau. In: Generalanzeiger der Stadt Frankfurt am Main. 15. November 1894.
- Die Poggenpuhls. In: Münchener Allgemeine Zeitung. 12. Februar 1897, Nr. 34, S. 6.
- Das Wanderbuch und gesammelte kleine Schriften. Aus dem Nachlaß von Georg Elbers, Stuttgart, Deutsche Verlagsanstalt, 1899. In: Das literarische Echo. Heft 20, Berlin, 15. Juli 1889, Spalte 1308–1309.
- Neues vom alten Raabe. In: Allgemeinen Zeitung (Beilage). München, 16. Mai 1896, Nr. 113, S. 1–3.[12]
- Aus Gottfried Kellers Leben. In: Allgemeine Zeitung (Beilage). München, 1897, Nr. 81 und 82.
- Hastenbeck. Eine Erzählung von Wilhelm Raabe, Berlin 1899, Otto Janke. In: Das literarische Echo. Berlin, 1. Dezember 1898, Spalte 323–324.
- Neue Märchen. Von Paul Heyse, Berlin, Wilhelm Hertz (Bessersche Buchhandlung), 1899. In: Das literarische Echo. Jg. 2, Heft 6, Berlin, 15. Dezember 1899.
- [Über Heyse]. In: Wiener Abendpost. 14. März 1900.
- [Über Heyse]. In: Norddeutsche Allgemeine Zeitung. 16. März 1900.
- [Über Wilhelm Raabe]. In: Karlsruher Zeitung. Nr. 194, 18. Juli 1900.
- Eine Festschrift zu Wilhelm Raabes 70. Geburtstag. In: Allgemeine Zeitung (Beilage). München, 3. September 1901.
- Zu Wilhelm Raabes 70. Geburtstag. In: National-Zeitung. Berlin, 9. September 1901, Nr. 505.
- Weiss, Guido. In: Anton Bettelheim (Hrsg.): Deutscher Nekrolog. Band 5. Reimer, Berlin 1903, S. 436–437 (Scan – Internet Archive).
- Lessingiana. In: Bühne und Welt. Zeitschrift für Theaterwesen, Literatur und Musik. Amtliches Blatt des Deutschen Bühnen-Vereins. Jg. 5. Elsner, Berlin 1903, Heft 10, S. 405–410.
- Marie Ebners Künstlerroman. In: Allgemeine Zeitung (Beilage). Nr. 156. München, 14. Juli 1903, S. 92 ff.
- [Wilhelm Raabe. Chronik der Sperlingasse]. In: Frankfurter Generalanzeiger. 16. November 1904.
- Emil Claar zum 20. Juni 1904. In: Bühne und Welt. Zeitschrift für Theaterwesen, Literatur und Musik. Amtliches Blatt des Deutschen Bühnen-Vereins. Jg. 6. Elsner, Berlin 1904.
- [Über Heyse]. In: Das Literarische Echo. Jg. 7. 1904/05, Heft 14, April 1905, Sp. 1015 f.
- [Über Heyse]. In: Allgemeine Zeitung (Beilage). München, 1905, S. 614.
- Stern, Josef. In: Anton Bettelheim (Hrsg.): Biographisches Jahrbuch und deutscher Nekrolog. Band 7. Reimer, Berlin 1902, S. 312–314 (Scan – Internet Archive).
- [Über Heyse]. In: Allgemeine Zeitung. München 1906, Nr. 271, S. 357.
- Vorrede. In: Ernst Muellenbach: Franz Friedrich Ferdinand. Zwischenblätter aus der Chronik eines Kleinstaats. (= Wiesbadener Volksbücher. Nr. 44). Volksbildungsverein. Staat in Kommission, Wiesbaden 1904, S. 3–4.
- [Über Heyse]. In: Allgemeine Zeitung (Beilage). München 1907, Nr. 46, S. 616–620.
- Die unbesiegbare Macht. In: Allgemeine Zeitung (Beilage). München 1907, Nr. 69 vom 22. März 1907, S. 549 f.
- [Über Heyse]. In: Die Woche. Heft 11, März 1910.

## Archivalien und Briefe
- Institut für Stadtgeschichte, Frankfurt a. M., Signatur: S. 2–566.

### Briefe von Sigmund Schott
- Sigmund Schott an die Cottasche Buchhandlung. 26 Briefe zwischen 1879 und 1910[13]
- Sigmund Schott an Wilhelm Hertz. 17 Briefe von 1885 bis 1900[14]
- Sigmund Schott an Paul Heyse. 123 Briefe zwischen 1880 und 1910[15]
- Sigmund Schott an Ricarda Huch. Ein Brief vom 14. Mai 1905[16]
- Sigmund Schott an Carl Justi. Vier Briefe von 1883 bis 1884[17][18]
- Sigmund Schott an Gottfried Keller. Vier Briefe von 1885 bis 1886[19]
- Sigmund Schott an Gottfried Keller. Dreizehn Briefe von 1885 bis 1890[20]
- Sigmund Schott an Karl Marx, 18. März 1878[21]
- Sigmund Schott an Karl Marx, 22. April 1878[22]
- Sigmund Schott an Karl Marx, 16. Juli 1878[23]
- Sigmund Schott an Paul Meyer.[24] Ein Brief vom 13. April 1905[25]
- Sigmund Schott an Frau Pfeilschmidt, 22. Januar 1893[26]
- Sigmund Schott an Wilhelm Raabe. 112 Briefe von 1880 bis 1910[27]
- Sigmund Schott an Ernst von Wildenbruch, 13. März 1871[28]

### Briefe an Sigmund Schott
- Buchhandlung Franz Benjamin Auffarth an Sigmund Schott. Ein Brief ohne Jahr[29]
- Ludwig Bamberger an Sigmund Schott. Zwei Briefe 1896[30]
- R. Barlow an Sigmund Schott. Eine Postkarte vom 29. März 1903[31]
- Vincenz Czerny an Sigmund Schott. Ein Brief von 1898[32]
- Eduard Engel an Sigmund Schott, 23. Dezember 1884[33]
- Arthur Fitger an Sigmund Schott. Zwei Briefe 1887 bis 1897[34]
- Theodor Fontane an Sigmund Schott, 14. Februar 1897[35]
- Theodor Fontane an Sigmund Schott, 17. August 1898[36]
- Karl Frenzel an Sigmund Schott. Ein Brief von 1891[37]
- F. Groß [?], Redaktion des Fremden-Blatts Wien, an Sigmund Schott. Ein Brief vom 5. April 1894[38]
- Eduard Hanslick an Sigmund Schott, 8. Juli 1883[39]
- Wilhelm Herz an Sigmund Schott. Fünf Briefe von 1896 bis 1900[40]
- Paul Heyse an Sigmund Schott. Sechs Briefe zwischen 1880 und 1897[41]
- Hans Friedrich Karl Hofmann[42] an Sigmund Schott. Ein Brief von 1897[43]
- Gottfried Keller an Sigmund Schott. Zehn Briefe von 1885 bis 1890[44]
- Karl Marx an Sigmund Schott, 3. November 1877[45]
- Karl Marx an Sigmund Schott, 7. November 1877[46]
- Karl Marx an Sigmund Schott, 29. März 1878[47]
- Karl Marx an Sigmund Schott, 13. Juli 1878[48]
- Karl Marx an Sigmund Schott, 15. Juli 1878[49]
- Wilhelm Raabe an Sigmund Schott. Sieben Briefe von 1892 bis 1907[50]
- Wilhelm Heinrich Riehl an Sigmund Schott, 13. August 1881[51]
- Emil Rittershaus an Sigmund Schott. Drei Briefe 1878 bis 1881[52]
- Josef Viktor Widmann an Sigmund Schott. Ein Brief von 1897[53]
- Ernst von Wildenbruch an Sigmund Schott. Ein Brief vom 8. Februar 1901[54]
- Adolf von Wilbrandt an Sigmund Schott. Ein Brief von 1899[55]

## Verwechslungen
Der Frankfurter Bankier Sigmund Schott wird in den Forschungen zu Theodor Fontane, Karl Marx, Wilhelm Raabe und auch im Antiquariatshandel häufig mit dem gleichnamigen Politiker oder dem gleichnamigen Statistiker verwechselt; beziehungsweise es werden Lebensdaten und Wirkungsstätten vermischt oder vertauscht.